# Egil Gjelland
Egil Gjelland (Voss, 12 de noviembre de 1973) es un deportista noruego que compitió en biatlón. Está casado con la también biatleta Ann-Elen Skjelbreid.
Participó en dos Juegos Olímpicos de Invierno, obteniendo dos medallas: oro en Salt Lake City 2002 y plata en Nagano 1998, ambas en la prueba de relevos. Ganó seis medallas en el Campeonato Mundial de Biatlón entre los años 1997 y 2005, y tres medallas en el Campeonato Europeo de Biatlón de 2007.

## Palmarés internacional
| Juegos Olímpicos   | Juegos Olímpicos                | Juegos Olímpicos  | Juegos Olímpicos |
| Año                | Lugar                           | Medalla           | Prueba           |
| ------------------ | ------------------------------- | ----------------- | ---------------- |
| 1998               | Nagano (Japón)                  | Medalla de plata  | Relevos          |
| 2002               | Salt Lake City (Estados Unidos) | Medalla de oro    | Relevos          |
| Campeonato Mundial |                                 |                   |                  |
| Año                | Lugar                           | Medalla           | Prueba           |
| 1997               | Osrblie (Eslovaquia)            | Medalla de plata  | Relevos          |
| 1998               | Hochfilzen (Austria)            | Medalla de oro    | Equipo           |
| 2000               | Oslo (Noruega)                  | Medalla de plata  | Relevos          |
| 2001               | Pokljuka (Eslovenia)            | Medalla de bronce | Relevos          |
| 2004               | Oberhof (Alemania)              | Medalla de plata  | Relevos          |
| 2005               | Hochfilzen (Austria)            | Medalla de oro    | Relevos          |
| Campeonato Europeo |                                 |                   |                  |
| Año                | Lugar                           | Medalla           | Prueba           |
| 2007               | Bansko (Bulgaria)               | Medalla de oro    | Individual       |
| 2007               | Bansko (Bulgaria)               | Medalla de plata  | Relevos          |
| 2007               | Bansko (Bulgaria)               | Medalla de bronce | Persecución      |